# York chocolat
Le York Chocolat est une race de chat originaire des États-Unis. Ce chat est caractérisé par sa robe à poils courts ou mi-longs de couleur chocolat.

## Origines
La race est née accidentellement en 1985 dans l'État de New York. Janet Chiefari possédait une chatte de gouttière au poil mi-long, noire et blanche nommée Blacky. Elle eut une portée avec le chat du voisin, un mâle entièrement noir. Dans cette portée, une petite femelle se démarquait des autres, elle était couleur chocolat. On l'appela Brownie. Elle eut aussi une portée, et parmi celle-ci un mâle noir à poil mi-long qu'on nomma Minky. Ensemble, ils eurent deux chatons, tous les deux aux poils mi-longs. La femelle bicolore chocolat et blanc et le mâle uniformément chocolat.
Janet Chiefari se rendit bien compte qu'elle avait là deux chatons différents des autres. Leur fourrure était particulièrement douce et d'une couleur intense. Alors elle se renseigna sur la génétique et mit au point un programme d'élevage avec ses quatre chats. Un juge félin lui confirma que ses chats étaient uniques et ne ressemblaient à aucune autre race et lui conseilla d'aller les montrer en exposition. Elle remporta ainsi plusieurs prix, mais toujours dans la catégorie « Chats de gouttière ».
De fil en aiguille, les démarches pour la reconnaissance de la race commencèrent. Elle choisit un nom très représentatif de ces chats : York pour l'origine, chocolat pour la couleur. Le standard de la race fut établi en 1990. À ce moment-là, la race était toujours reconnue comme « expérimentale ». Dès 1992, le York chocolat fut reconnu comme race définitive et admise lors des expositions.

## Standards

### Corps
C'est un assez grand chat : de 6 à 8 kilos pour les mâles et de 4 à 5 kilos pour les femelles.

### Tête
La tête est presque ronde, le front légèrement bombé. Les yeux sont ovales, grands et bien ouverts. Les deux couleurs acceptées sont l'or ou le vert à l'exception des modèles bicolores chez qui on accepte des yeux bleus ou impairs (un or, l'autre vert).

### Pattes
Les pattes sont longues et fines mais néanmoins puissantes. Les pieds sont plutôt petits, de forme ronde. La queue est bien fournie à sa base et doit être assez longue.

### Pelage
La fourrure du York chocolat est douce et soyeuse. Dense mais avec très peu de sous-poil, elle est plutôt courte et inégale au niveau des épaules et s'allonge sur les côtés. Une collerette est possible en hiver. Les couleurs acceptées sont le chocolat et le lila, uniforme ou bicolore mais le plus intense possible. La couleur bleue est en attente de reconnaissance.

### Queue
La queue d'un York Chocolat est comparable à la longueure de son corps. En plus, elle est plus large à la base s'effilant en une pointe arrondie.

### l'élevage
Seul le mariage avec d'autres York Chocolat est autorisé.

## Caractère
Ce sont des chats  décrits comme gais, énergiques et joueurs. Ils se lieraient d'amitié avec toute la famille mais auraient leur humain préféré à qui ils demandent beaucoup d'attention. Ces traits de caractère restent toutefois parfaitement individuels et sont avant tout fonctions de l'histoire de chaque chat.

### Sources
- Site du LOOF

- (en) Cet article est partiellement ou en totalité issu de l’article de Wikipédia en anglais intitulé « York Chocolate » (voir la liste des auteurs).